# NGC 3753
NGC 3753 је спирална галаксија у сазвежђу Лав која се налази на NGC листи објеката дубоког неба.
Деклинација објекта је + 21° 58' 53" а ректасцензија 11h 37m 53,8s. Привидна величина (магнитуда) објекта NGC 3753 износи 13,7 а фотографска магнитуда 14,5. NGC 3753 је још познат и под ознакама UGC 6602, MCG 4-28-10, CGCG 127-12, VV 282, ARP 320, HCG 57A, Copeland septet, PGC 36016.